# Bombowiec nurkujący

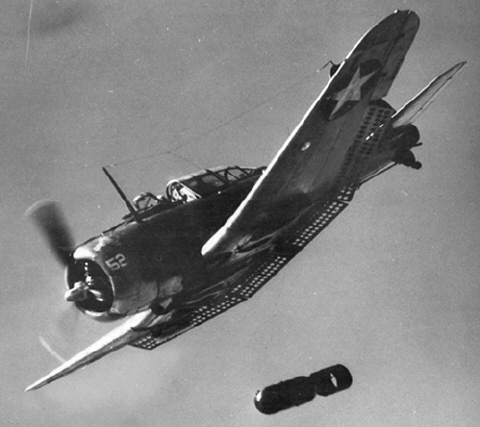
Amerykański Douglas SBD Dauntless

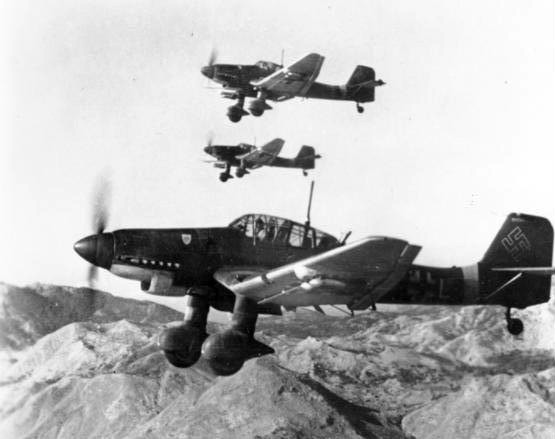
Formacja niemieckich Junkersów Ju 87

Bombowiec nurkujący – rodzaj samolotu bombowego, przystosowany konstrukcyjnie do niszczenia obiektów naziemnych lub jednostek pływających za pomocą bomb, z wykorzystaniem techniki pikowania z dużej wysokości celem uwolnienia bomby jak najbliżej celu, z zamiarem uzyskania jak największej precyzji trafienia.

## Geneza

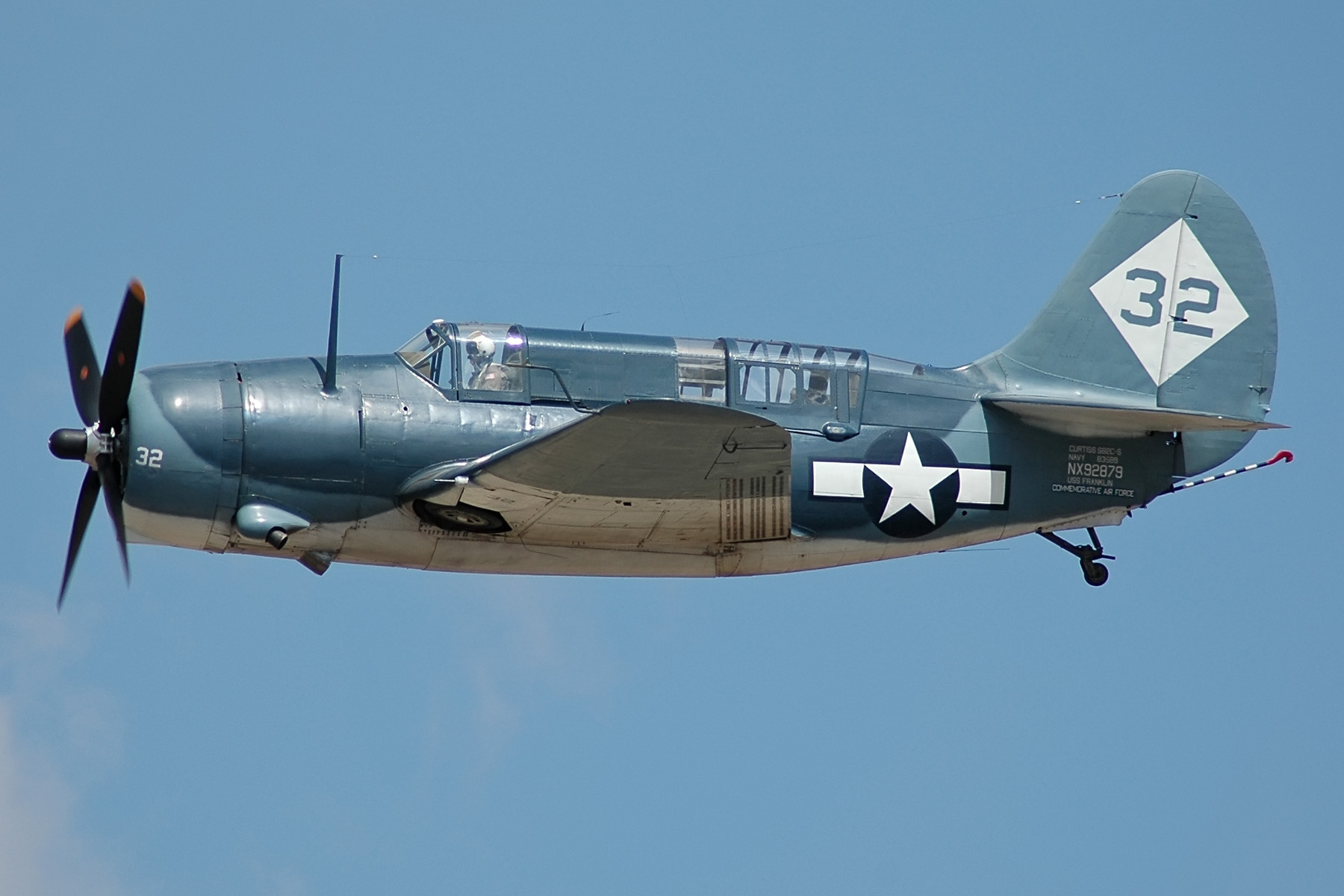
Curtiss SB2C Helldiver konstrukcji amerykańskiej

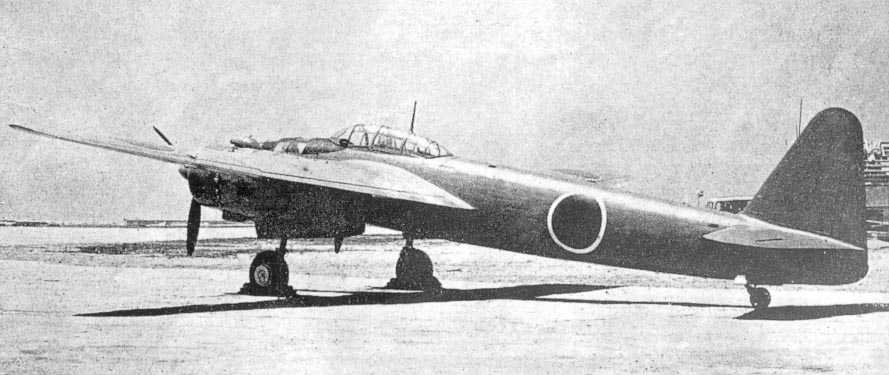
Japoński bombowiec Yokosuka P1Y – przykład dwusilnikowego samolotu przystosowanego do bombardowania z lotu nurkowego

Przyczyną powstania bombowców nurkujących była chęć zwiększenia skuteczności precyzyjnego bombardowania celów punktowych. Zwykłe bombowce zrzucały bomby z lotu poziomego, używając specjalnych celowników bombowych do obliczenia wyprzedzenia, z jakim samolot powinien zrzucić bomby, aby trafiły w cel, w zależności od prędkości samolotu, wysokości lotu i innych czynników. Technika ta cechowała się jednak sporym błędem trafienia i skuteczna była przede wszystkim do atakowania celów powierzchniowych. Co więcej, samoloty atakujące cele w ten sposób były narażone na duże straty w wyniku ognia przeciwlotniczego, gdyż samolot lecący poziomo jest stosunkowo łatwy do trafienia.
Wyniki ćwiczeń w bombardowaniu przeprowadzonych w Stanach Zjednoczonych 21 lipca 1921 na zakotwiczonym poniemieckim okręcie liniowym SMS „Ostfriesland” pokazały, że ówczesne prymitywne samoloty są w stanie zatopić nawet wielki opancerzony okręt. Jednakże niedostateczna celność, w szczególności w przypadku poruszających się i manewrujących okrętów, nie dawała szans na wykorzystanie tej potencjalnej możliwości w praktyce. Wyniki tych ćwiczeń były silnym impulsem do poszukiwania technik pozwalających na celne bombardowanie celów punktowych (w tym okrętów), gdyż mogło to zmienić oblicze wojny morskiej. Jedną z technik poprawiających znacznie celność było bombardowanie w locie nurkowym.
Bombowiec nurkujący podczas ataku nurkował pod stromym kątem w kierunku celu, po czym na niewielkiej wysokości zrzucał bomby i nad ziemią wychodził z lotu nurkowego. Zwolnione bomby leciały dalej w kierunku celu, na który wcześniej nurkował samolot i w ten sposób znacznie łatwiej było precyzyjnie określić ich tor lotu (mając na uwadze przyciąganie ziemskie, opór w locie i inne czynniki). Doświadczenia z bombardowaniem z lotu nurkowego prowadzono już pod koniec pierwszej wojny światowej, lecz skuteczne wykorzystanie tej techniki utrudniał ówczesny poziom konstrukcji samolotów. Pierwsze bombowce nurkujące powstały pod koniec lat 20. XX wieku.
Jednym z pierwszych samolotów zaprojektowanych do bombardowania w locie nurkowym był Curtiss Export Hawk II.

## Konstrukcja
Każdy samolot jest zdolny do nurkowania, jednakże bombowiec nurkujący wykonywał lot nurkowy znacznie dłużej, pod znacznie większym kątem oraz z większą prędkością, więc powinien spełniać szczególne wymogi konstrukcyjne:
- ze względu na większą prędkość lotu musiał mieć wystarczająco mocną konstrukcję, aby opór powietrza oraz przeciążenia podczas wychodzenia z lotu nurkowego nie uszkodziły go;
- ze względu na długotrwałość i ostry kąt nurkowania samolot musiał mieć hamulce aerodynamiczne, aby nie rozpędzić się powyżej bezpiecznej prędkości, przede wszystkim zaś celem uzyskania stabilności lotu nurkowego co zwiększało celność zrzutu;
- inna powinna być konstrukcja celownika bombowego, gdyż w tym przypadku cel był widoczny z przodu, a nie z dołu samolotu, jednocześnie celowaniem mógł się zajmować pilot;
- inny musiał być mechanizm wyrzutu bomb, gdyż przelatywały wzdłuż kadłuba, więc niemożliwe było stosowanie komór bombowych, a stosowano wyłącznie bomby podwieszone pod kadłubem lub pod skrzydłami; w przypadku samolotu jednosilnikowego i bomb podwieszonych pod kadłubem niezbędny był specjalny mechanizm odchylający bombę poza krąg śmigła;
- wiele samolotów miało urządzenia automatyczne do wyprowadzania z lotu nurkowego z uwagi na możliwość chwilowej utraty widzenia przez pilota w wyniku działania przeciążenia.

Konstrukcyjnie bombowce nurkujące były z reguły budowane jako niewielkie jednosilnikowe bombowce lekkie, jedno- lub dwumiejscowe.
Oprócz samolotów odpowiadających konstrukcyjnie bombowcom, budowano też rzadko bombowce nurkujące jako wersje jednomiejscowych myśliwców (A-36 Apache, IAR-81). Istniały też dwusilnikowe bombowce nurkujące (Pe-2, Ju 88).

## Technika bombardowania w locie nurkowym
Klasyczna technika bombardowania celów morskich w locie nurkowym, dla amerykańskich bombowców Douglas SBD Dauntless, przewidywała lot do celu na wysokości ok. 5500 metrów, z której to wysokości okręty były dostrzegane w odległości 48-64 km, po czym samoloty starały się przyjąć idealną pozycję do ataku od strony słońca i w przeciwnym kierunku niż kierunek wiatru, obniżając stopniowo pułap lotu do wysokości 4500 metrów. Na tej wysokości następowało przejście do lotu nurkowego – u najlepiej wyszkolonych pilotów – pod kątem 70-80°. Po przejściu do lotu nurkowego piloci otwierali klapy nurkowe celem zmniejszenia prędkości nurkowania do około 250 węzłów oraz stabilizacji lotu nurkowego, po czym pilot miał od 35 do 40 sekund na uchwycenie celu w celowniku. Skupienie pilota na utrzymaniu celu w osi nurkowania uniemożliwiało pilotowi kontrolowanie wysokości, toteż tylny strzelec-radiotelegrafista zobowiązany był na bieżąco głosowo aktualizować pilotowi aktualną wysokość w interwałach co 100 stóp (30 metrów). Uwolnienie bomby i rozpoczęcie manewru wyprowadzania samolotu z lotu nurkowego następowało na wysokości nie mniejszej 1500 stóp (ok. 460 metrów). Przy prędkości nurkowania 250 węzłów oraz wysokości zrzutu 460 metrów, SBD Dauntless wychodził z nurkowania z przeciążeniem 5-6G.
Wynosząca 1500 stóp (460 metrów) wysokość rozpoczęcia manewru wychodzenia z nurkowania uważana była w marynarce amerykańskiej za wysokość krytyczną, poniżej której istniało wysokie ryzyko niemożliwości wyprowadzenia samolotu z pikowania lub narażenia go na zniszczenie falą uderzeniową z eksplozji własnej bomby. Znane były jednak przypadki opóźnienia momentu z rzutu znacznie poniżej tej wysokości. Podczas bitwy na Morzu Koralowym atakujący japoński lotniskowiec „Shōkaku” John Powers z eskadry VB-5 lotniskowca USS „Yorktown” (CV-5), celem maksymalizacji szansy trafienia okrętu przeciwnika, zszedł w locie nurkowym do wysokości 900 stóp (275 m). Skutkiem tak niskiego zejścia, Powers uzyskał bezpośrednie trafienie w japoński okręt, jednak jego samolot został zniszczony eksplozją własnej bomby, bądź japońskim ogniem przeciwlotniczym. Za ten atak, Powers został pośmiertnie odznaczony Medalem Honoru – najwyższym amerykańskim odznaczeniem bojowym. Według niektórych relacji, do podobnej wysokości zrzutu schodzili również niektórzy piloci japońskich bombowców nurkujących Aichi D3A „Val”, podczas swoich ataków na lotniskowiec USS „Hornet” (CV-8) w trakcie bitwy pod Santa Cruz.

## Użycie

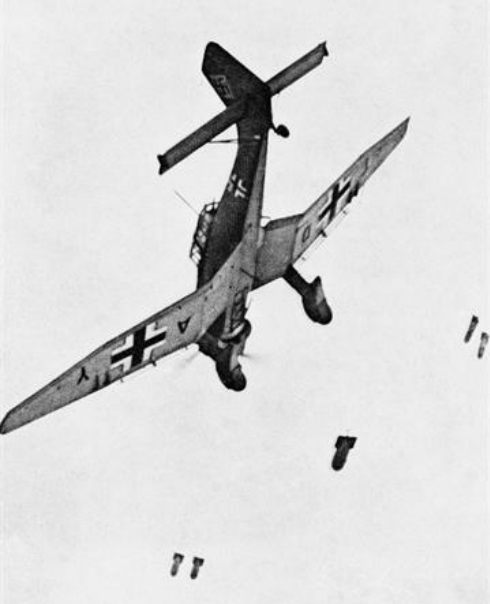
Junkers Ju 87B zrzucający bombę

Przed drugą wojną światową i na jej początku wydawało się, że bombowce nurkujące są jedynym sposobem na precyzyjne bombardowanie. Szczególnie gorącym zwolennikiem tej techniki był Ernst Udet, który domagał się, aby wszystkie niemieckie samoloty miały możliwość bombardowania z lotu nurkowego. W ten sposób przyczynił się do znacznego opóźnienia budowy He 177, jedynego bombowca Luftwaffe nadającego się do bombardowań strategicznych.
Najbardziej znany i masowo produkowany samolot tej klasy, w służbie od 1937, to niemiecki jednosilnikowy Junkers Ju 87 Stuka, stanowiący ważny element uderzeniowy wojsk niemieckich w strategii blitzkriegu (wojny błyskawicznej) i intensywnie wykorzystywany podczas drugiej wojny światowej, zwłaszcza jej pierwszej połowy.
W działaniach lądowych bombowce nurkujące zdobyły dużą popularność, wykazując się znaczną skutecznością. Wraz z upływem wojny i zmniejszeniem się znaczenia bombardowania nurkowego działały częściej jako samoloty szturmowe.
Kresem popularności bombowców nurkujących stało się opracowanie celownika Nordena, który dawał bardzo duży wzrost celności bombardowania z lotu poziomego, jednak wycofywanie bombowców nurkujących odbywało się dość powoli, gdyż początkowo celownik Nordena montowano tylko w wielkich bombowcach.
Znacznie większe znaczenie bombowce nurkujące zyskały w działaniach nad morzem, jako bombowce pokładowe operujące z lotniskowców, stanowiąc skuteczny środek do zwalczania okrętów. Były one rozwijane przez wszystkie większe państwa budujące floty lotniskowców, zwłaszcza przez Stany Zjednoczone (Douglas SBD Dauntless, Curtiss SB2C Helldiver) i Japonię (Aichi D3A, Yokosuka D4Y Suisei), w mniejszym stopniu przez Wielką Brytanię (Blackburn Skua), a także przez Francję (LN.410). Działania powietrzno-morskie drugiej wojny światowej, zwłaszcza zmagania na Pacyfiku, potwierdziły wielkie zagrożenie stwarzane przez nie dla okrętów, czego najlepszym przykładem stała się bitwa pod Midway.
Po drugiej wojnie światowej wyspecjalizowane bombowce nurkujące zanikły, czego przyczyną stało się m.in. opracowanie nowych technik celnego zrzutu bomb z płytkiego nurkowania przez samoloty myśliwskie i myśliwsko-bombowe, cechujące się coraz bardziej rosnącym udźwigiem uzbrojenia, oraz rozwój samolotów szturmowych do działań nad lądem. Nie bez znaczenia było też wprowadzenie niekierowanych pocisków rakietowych, które z przeciętnego samolotu myśliwskiego czyniły maszynę szturmową o skuteczności porównywalnej z bombowcem nurkującym.
Ponadto rosnące osiągi samolotów (szczególnie prędkość) sprawiały, iż atak z lotu nurkowego wymagał albo wcześniejszego zrzutu bomby (z uwagi na dużą prędkość nurkowania), albo bardzo rozbudowanych hamulców aerodynamicznych ograniczających prędkość nurkowania, co bardzo komplikowało konstrukcję.